# Tscharnerhaus (Herrengasse 4)

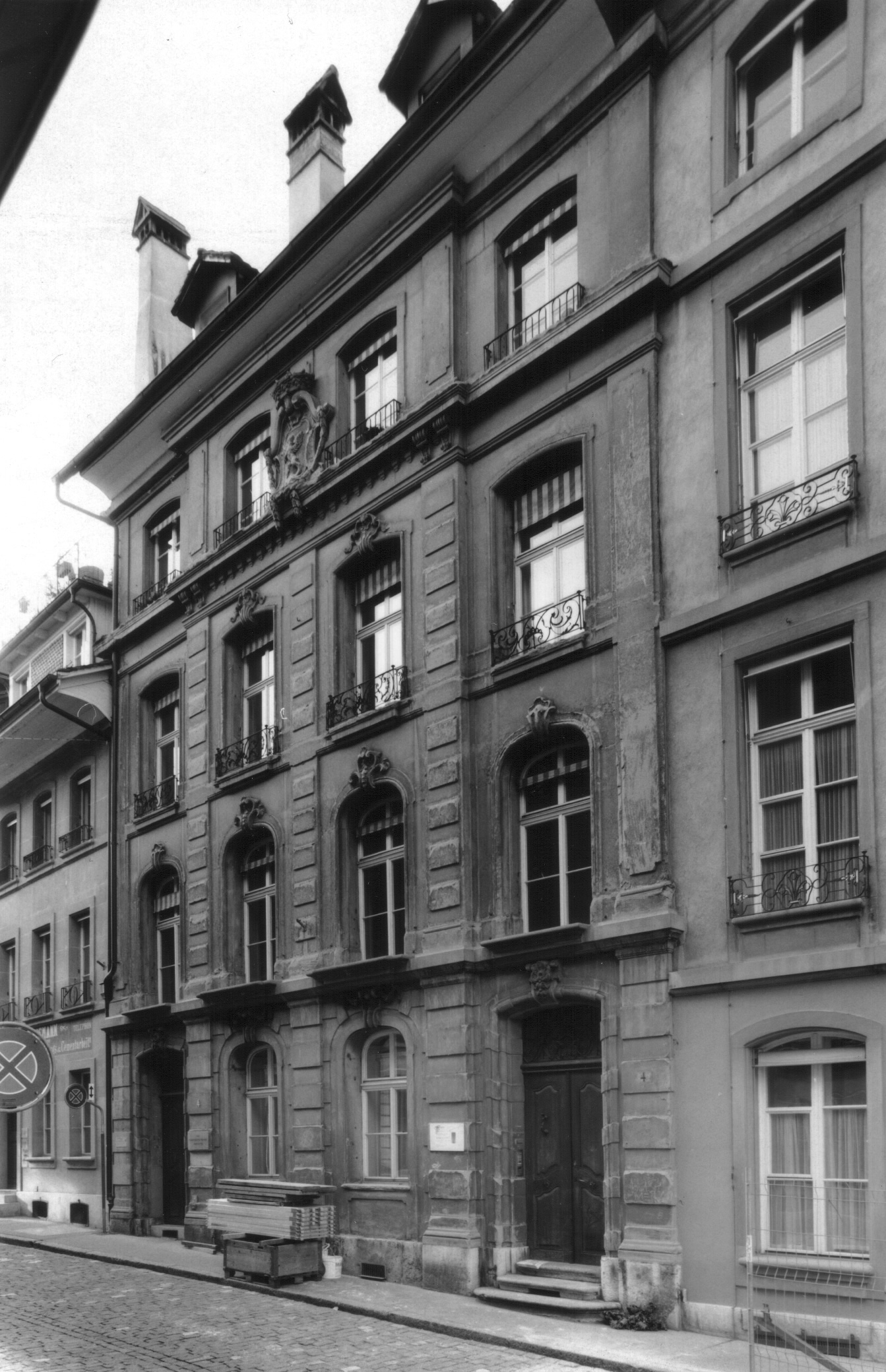
Das Haus an der Herrengasse 4

Das Tscharnerhaus ist ein Wohngebäude an der Herrengasse 4 in der Berner Altstadt in der Schweiz.

## Geschichte
Von 1756 bis 1764 wurden auf Auftrag von Abraham Ahasver von Tscharner die zwei alten Häuser an der Herrengasse 4 abgebrochen und vermutlich von Niklaus Sprüngli durch den heutigen Bau ersetzt.

## Architektur
Die Front des Hauses beherrscht mit ihrem Vortreten der Fassade vor das Nachbarhaus die Westseite mit monumentaler Platzwirkung. Sie weist ein straff diszipliniertes Spiel von Fenstergruppen, Gurtbogen und Pilastern auf, das eine Dreiteilung der Hauptfront ergibt. Das Fassadendekor mit Portalkonsolen, Girlanden am Risalit und dem Giebelfeld bildet das einzige reine Régence-Ensemble in Bern. Die Kartusche im Dreieckgiebel ist bekrönt mit dem Tscharnerwappen und zwei stilisierten Greifen als Schildhalter.
In den drei Obergeschossen weisen alle Räume gegen den Münsterplatz oder die Herrengasse, daher sind sie gut besonnt. Im Haus gibt es ein Originalriss Stürlers basierende Südost-Ecksalon im 2. Stock mit einem Nussbaumtäfer, die chambre de parade, dort steht auch der Ofen mit blauen Landschaften auf weissem Grund, datiert 1766 und signiert vom Kachelmaler Peter Gnehm aus Stein am Rhein.